# Datamax UV-1
Il Datamax UV-1 fu un avveniristico computer progettato da un gruppo di artisti della computer grafica chiamato Circle Graphics Habitat che lavoravano all'Università dell'Illinois a Chicago.

## Storia
Il progetto nacque primariamente da un'idea di Thomas A. DeFanti, che voleva realizzare una macchina capace di far girare il suo linguaggio di programmazione GRASS che avesse il costo di un personal computer, un progetto denominato Z-Box. Via via che il progetto evolveva, la macchina si evolse in un dispositivo atto a produrre grafica a colori ad alta risoluzione per la registrazione su videocassette, e più tardi come sistema di titolazione da destinare alle società televisive via cavo. Esso è quindi uno dei primi tentativi di workstation grafica.
DeFanti lavorava da un po' di tempo all'Habitat quando, nel 1977, fu presentato a Jeff Frederiksen, un progettista di chip che lavorava presso la Dave Nutting Associates: questa società aveva ricevuto incarico da Midway, la società che gestiva la divisione videogiochi di Bally Technologies, di creare un sistema grafico polivalente da poter utilizzare sia in molti dei loro futuri giochi arcade sia in una console che stavano progettando, che sarebbe stata nota in seguito come Bally Astrocade.
Midway non era molto interessata al mercato degli home computer ma la Dave Nutting Associates propose a Midway di realizzare un dispositivo esterno da affiancare alla console in lavorazione per poterla trasformare in un vero e proprio computer: il dispositivo sarebbe stato basato sul progetto di DeFanti. L'idea piacque a Midway, che commissionò il lavoro. DeFanti ed il gruppo di Habitat lavorarono quindi insieme agli sviluppatori di Nutting su questa unità, che prese il nome di ZGRASS-100: essa integrava una tastiera, della memoria aggiuntiva, dei connettori addizionali, un chip video addizionale per la generazione del testo il cui segnale veniva poi miscelato a quello del chip video della console. Nell'unità fu integrato su ROM il sistema di DeFanti, rinominato Z Box, che supportava una versione evoluta dell'ultima revisione del linguaggio GRASS (il GRASS3) denominata Zgrass.

## Z Box
All'incirca nello stesso periodo fu realizzato, utilizzando gli stessi componenti base, un altro dispositivo denominato UV-1. A differenza del progetto Z Box, nato per essere affiancato ad un altro hardware, l'UV-1 fu assemblato come unità indipendente aggiungendo i quei pochi componenti hardware necessari a supportare la modalità ad alta risoluzione permessa dal sistema grafico sviluppato da Nutting, di 320×204 pixel con fino ad 8 colori per riga. Questa modalità richiedeva 16 kB di memoria per il buffer video per cui la macchina fu dotata di 32 KB di random access memory e di una ROM espansa a 16 KB per contenere i comandi dello Zgrass. All'UV-1 il gruppo di sviluppatori affiancò una circuiteria video di alta qualità ed un'interfaccia per gestire le unità a floppy disk.
Le intenzioni di Bally sull'UV-1 non erano del tutto chiare alla stessa società: sul numero di novembre del 1980 della rivista Byte appariva un articolo di DeFanti ed altri autori in cui si faceva riferimento al fatto che Bally volesse vendere l'UV-1 come home computer, facendo diretta concorrenza all'Apple II ed a macchine simili. In questo modo però Bally stessa rendeva lo ZGRASS-100 un qualcosa di inutile. Il motivo per cui Bally stava spendendo risorse su entrambe le macchine resta un mistero perché poco dopo la società decise di lasciare il settore dei videogiochi, vendendo sia il progetto dell'Astrocade sia quello dello Z Box.

## Datamax UV-1R
La versione finale del progetto Z-Box fu l'unica ad essere prodotta, divenendo l'UV-1R, dove la lettera "R" in fondo al nome indicava che il sistema era montato in un cabinet di tipo rack con più RAM e 32 KB di ROM, necessaria a contenere parte del sistema operativo CP/M che era utilizzato per far avviare la macchina, cosa che rendeva inutile l'utilizzo di un'unità disco. Molta della RAM aggiuntiva (256 KB) era utilizzata come RAM disk così che la macchina potesse essere installata e fatta girare per anni (un floppy disk si sarebbe rovinato molto prima). Né lo Z80 né la circuiteria video potevano vedere gran parte della RAM aggiuntiva per via delle limitazioni di indirizzamento dei chip ad 8 bit per cui fu sviluppato un controller di memoria che suddivideva la memoria in banchi. Grazie a questa tecnica, se le richieste del RAM disk non erano particolarmente esose, il sistema poteva memorizzare diverse immagini video.
Nonostante Midway avesse già dato per spacciato l'Astrocade, essa vendette in seguito i diritti sul sistema ad un'altra società, Astrovision. Astrovision, successivamente, decise di mettere in commercio l'unità di espansione rendendola più compatta e rinominandola in ZGRASS-32, ma non si conoscono dati sulle eventuali vendite.